# Royaume de Cornouaille
 (février 2024).
Si vous disposez d'ouvrages ou d'articles de référence ou si vous connaissez des sites web de qualité traitant du thème abordé ici, merci de compléter l'article en donnant les références utiles à sa vérifiabilité et en les liant à la section « Notes et références ».
Pour les articles homonymes, voir Cornouailles (homonymie).
IVe siècle – IXe siècle
Entités précédentes :
- Empire romain d'Occident
(Lyonnaise III)

Entités suivantes :
- Royaume de Bretagne
(Comté de Cornouaille)

Le royaume de Cornouaille est une entité qui se serait formé dans le contexte de l'Armorique au haut Moyen Âge. La connaissance précise de cette entité mêle l'histoire écrite et les légendes orales. 

## Histoire

### Origine
Il précèderait dans l'Histoire le comté carolingien de Cornouaille. Il apparaît sur les côtes nord et sud de la Manche occidentale. 
Daniel Drem Ruz est un roi de Cornouaille au VIe siècle. 
A cette période, les seigneurs locaux se battent et des études attestent d'une grande cruauté. Par exemple, le comte Conomor (Marcus Cunomorus), assimilé au roi Marc'h des Cornouailles britanniques, et chef de la Domnonée fait assassiner son fils et sa seconde épouse. 
Les mentions écrites de la Cornouaille apparaissent indirectement entre 852 et 857 lorsque l'évêque du diocèse de Cornouaille, Anaweten, est qualifié de Cornugallensis (adjectif latin dérivé de Cornugallia).
Des souverains indépendants sont répertoriés de 430 (en Armorique) à 1086 (en Bretagne),[réf. non conforme].

### Fondation légendaire
Les légendes relient cette terre à la cité d'Ys et à la légende du roi Gradlon[réf. nécessaire]. Il est peu probable que ce royaume, qui à l'instar des autres principautés bretonnes médiévales (à savoir le Broërec et la Domnonée), se soit formé à la suite d'une émigration massive de Bretons insulaires entre le Ve et le VIe siècle ; il faudrait plutôt y voir le résultat d'une longue infiltration et l'aboutissement de la déportation des Cornovii en Armorique, chargés d'en protéger les côtes dès la fin du IIIe siècle. Crée sur une structure clanique hybridée aux lambeaux de la société gallo-romaine, sur un territoire peu mis en valeur et jalonné de terres incultes, le royaume de Cornouaille, dont on a parfois réfuté le statut même de royaume, se distingue peu de ses voisins : Ses rois sont des chefs de guerre nomades, tantôt amis ou ennemis des francs de Neustrie, très liés aux princes insulaires dont ils sont souvent liés par le sang ; dans des conditions où le pouvoir central est quasi inexistant et où seul le pouvoir fédérateur des ecclésiastiques maintient les colons et les natifs dans une harmonie relative, les dynasties locales sont pour la plupart impossible à perpétuer, sauf par un habile jeu d'alliance géopolitique (en témoignent les guerres entre Budic et Macliau qui, si elles sont probablement fictives, laissent entrevoir un cadre à la fois proche mais tendu entre les chefs)[réf. nécessaire].

#### Chronologie
- De l'Armorique à la Bretagne
  - Émigration bretonne en Armorique
  - Royaume de Cornouaille | Liste des rois puis comtes de Cornouaille
  - Royaume de Domnonée | Liste des princes de Domnonée armoricaine
  - Royaume du Broërec | Liste des rois puis comtes du Vannetais
  - Royaume de Bretagne ⇒ Duché de Bretagne
  - Liste des rois légendaires d'Armorique ⇒ Liste des rois puis ducs de Bretagne
- Bretons continentaux - Bretons insulaires - Britto-romains